# Sittah
Sittah Koene (IJmuiden, 19 december 1969) is een Nederlands illusioniste. Ze werd in 2006 wereldkampioene illusionisme.

## Biografie
Koene groeide op in IJmuiden, in de provincie Noord-Holland. Haar moeder was in die plaats balletlerares. Illusionist Hans Klok werd een van haar leerlingen. Na verloop van tijd werd Koene zelf zijn assistente en geleidelijk aan werden ze gelijkwaardige partners. In 1990 wonnen ze met "de snelste metamorfose ter wereld" de 'Grand Prix' van Nederland en de 'Henk Vermeijden Wisselprijs'.
In 1996 stopte Koene, vooral vanwege blessures, tijdelijk met het werk als illusioniste. In 1998 gingen Klok en Koene, na tien jaar samenwerken, met ruzie uit elkaar en hierna gingen beiden voor zichzelf optreden. In 2003 pakte ze de draad weer op; in de tussentijd was ze moeder van twee kinderen geworden. Ze was te zien in televisieprogramma's als Mooi! Weer De Leeuw, Life & Cooking en het Grote Clini Clowns Gala. In 2006 won ze het WK Magic in Stockholm en werd ze, als eerste vrouw en eerste Nederlander, de beste illusioniste ter wereld. Een jaar later werd Koene beschuldigd van plagiaat door een Amerikaanse goochelaar. Eerder werd ze, toen ze nog met Klok optrad, ook al beschuldigd van het stelen van een goocheltruc.
In 2010 deed Koene mee aan het derde seizoen van De Nieuwe Uri Geller onder de vermomming van She-Mask.